# بيلي بيل
بيلي بيل (بالإنجليزية: Billy Bell)‏ (1 يناير 1904 في المملكة المتحدة - ) هو لاعب كرة قدم بريطاني في مركز الهجوم. لعب مع ليستر سيتي ونادي توركي يونايتد ونادي بليث سبارتانز ولينكولن سيتي أف سي ونادي مانسفيلد تاون.